# Het bloed van Merlijn
Het bloed van Merlijn is het 7de stripverhaal van En daarmee Basta!. De reeks wordt getekend door striptekenaarsduo Wim Swerts & Vanas. Tom Bouden neemt de scenario's voor zijn rekening. De strips worden uitgegeven door de Standaard Uitgeverij. Het stripalbum verscheen in april 2008.

## Personages
In dit verhaal spelen de volgende personages mee:
- Joost, Stijn, Ruben, Bert, Patsy, Isa, Laura, Doctor Lugosi, mister X, Pete

## Verhaal
Na het vele jaren zoekwerk heeft Doctor Lugosi een relikwie met het bloed van Merlijn gevonden. Hij wil dit uiteraard tentoonstellen in zijn Mysteriemuseum. Ook de geheimzinnige mister X komt dit te weten, zijn plan is om een leger onoverwinnelijke Merlijn-klonen te maken. Dat te bedenken dat Koning Arthur met maar één Merlijn al zo sterk was. Intussen worden Joost, Laura en Stijn ingehuurd om op de openingsdag voor de animatie te verzorgen. Ook stelt Isa haar nieuwe vriend aan de rest van de familie voor. Pete is een mooie, vriendelijke jongen, maar hij heeft toch wat eigenaardige trekjes. Hij lijdt aan het syndroom van Gilles de la Tourette. Zal iedereen die kunnen aanvaarden?

## Trivia
- Doctor Lugosi kwam eerder al voor in album 2 en in album 6.
- Op strook 15 wordt Marcel Kiekeboe getekend aan een bushalte, een verwijzing naar de stripreeks De Kiekeboes.
- Ook dragen de hoofdpersonages kledij die verwijst naar de hoofdpersonages uit de stripreeks De Rode Ridder.